# كرايغ هالكيت
كرايغ هالكيت (بالإنجليزية: Craig Halkett)‏ هو لاعب كرة قدم بريطاني في مركز الدفاع، ولد في 29 مايو 1995 في إسكتلندا في المملكة المتحدة. شارك مع منتخب اسكتلندا تحت 19 سنة لكرة القدم. أما مع النوادي، فقد لعب مع بيرويك راينجرز ونادي رينجرز ونادي كلايد ونادي ليفينغستون.

## وصلات خارجية
- كرايغ هالكيت على موقع قاعدة بيانات كرة القدم.إي يو (الإنجليزية)
- كرايغ هالكيت على موقع Soccerbase.com (لاعب) (الإنجليزية)
- كرايغ هالكيت على موقع Soccerway.com (الإنجليزية)